# 四街道ネイチャー
四街道ネイチャー（Yotsukaido NATURE、よつかいどうねいちゃー）は2MC、1DJからなる日本のヒップホップユニットである。1998年にグループとして活動は停止した。グループ名の由来はメンバーの出身地である千葉県四街道市（全員が四街道の出身ではない）。

## 概歴
- ZOOに勤務していた北＆澤（KZA）がRACCOTHANG（ラッコさん、DJチカラ、ricke typhoon、本名：高柳力）をラッパーとして勧誘、四街道ネイチャーの母体となる。初期の音作りはKZA、RACCOTHANGにIllshit Tsuboiの協力のもと作成していた。
- RACCOTHANGがMCイシダ（a.k.aゴリ、本名：石田貴齢）を連れてきて、1990年代前半に3人体制となる。
- エガジー（荏開津 広氏）によりNaughty By Natureにちなんで"四街道ネイチャー"と命名される。
- 1994年頃に静岡出身のマイクアキラが加入。
- 1995年にミニアルバム『四街道ネイチャー』でデビュー。その後DJチカラが就職を機に脱退を受けてDJ KENTが加入。
- ゴリが脱退、のちに浜松で手打ち蕎麦naruの店主となる。
- 1996年に開催されたさんピンCAMPと大LB祭りの両方に参加する。
- 1998年にアルバム『V・I・Cトゥモロー』をリリース後、グループとしての活動を停止。
- 活動停止後、KZAとDJ KENTは「FORCE OF NATURE」としてハウスやヒップホップを中心とした音楽性のインストゥルメンタルユニットで活動を始め、マイクアキラはソロ活動に転向する。

## メンバー
- 北＆澤（KZA）（MC）（本名：北沢幾積）千葉県船橋市出身、姉から音楽特に洋楽の影響を受けた。幼少期にボーイ・スカウトのホーム・ステイで行ったロスからハワイへの機内で、隣の黒人からもらったカセット・テープ（L.L.COOL Jの1st Album "Radio"）に衝撃を受ける。高校時代には母親から借金してまでターンテーブルを購入。下北沢のクラブZOOで勤務したあと、大学卒業後に93年頃に渋谷Ciscoへ転職。クボタタケシ（キミドリ）、光嶋崇（TONEPAYS）とは同僚になる。KZAの名前はWu-Tang ClanのGZAが由来。
- マイクアキラ（MC）（本名：中野晃）静岡県焼津市出身、学祭でRACCOTHANGが勧誘した。
- DJ KENT（DJ）（本名：佐々木健人）東京都渋谷区広尾出身、高校卒業後はJリーグ発足前の読売クラブでサッカーに打ち込む。兄（Roadrunner）が武蔵野美術大学に通っていて、KENTがDJをしに出掛けた文化祭でマイクアキラに遭遇、衝撃を受け勧誘した。夜学に通う傍らAvexで働いており、四街道加入後もしばらくは二足のわらじで勤務していた。

## ディスコグラフィー

### ？
1. ？
  1. side one - 人間失格、死後さばきにあう
  2. side two - THE 931 NUMBER、TKOYO

### EP
1. 四街道NATURE（1995年8月25日）
  1. あの集合地
  2. ヒラリ
  3. まっしろ
  4. あした あさって
2. HIGH-NEKKEN
3. 惨事（1998年5月25日）
  1. 惨事 Featuring タイプライター
  2. URBAN COMBATT 2001
  3. 惨事 ∼ INSTRUMENTAL
4. YOTSUKAIDO RANGER REMIX（1998年）

### アルバム
1. V・I・C・トゥモロー（1998年6月25日）
  1. NATURE CALLING
  2. 一年中
  3. 既に早まる死期（四季）（手記）
  4. 惨事 feat. タイプライター
  5. URBAN COMBATT 2001（機動歩兵DJ KENT）
  6. 四街道RANGER feat. MC JOE タイプライター AKEEM THE DREAM
  7. ELECTRIC YOUTH 1923
  8. INHUMAN NATURE（人間失格 Pt.II）
  9. SOUR TIME
  10. TAKE CARE OF YOUR ONAKA（おなか大切に'98） featuring ECD CQ
  11. WEAK END
  12. AFTER THE DANCE IN ONE NIGHT LOVE AFFAIR
  13. 惨事 Live at 四街道文化センター

## 客演・その他
- スチャダラパー「WILD FANCY ALLIANCE」（1993年2月21日）
  - 11.Little Bird Strut
- キミドリ「キミドリ」（1993年10月23日）
  - 10.大きなお世話 (SAY WHAT) feat. ECD,MC JOE,RADICAL FREAKS,四街道ネイチャー,UG&TANIGUCHI from U.G.MAN,SONE,IMAZATO
- スチャダラパー「スチャダラ外伝」（1994年4月1日）
  - 4.GET UP AND DANCE
- ECD「ホームシック」（1995年3月1日）
  - 4.DO THE BOOGIE BACK feat.ISHIGURO(キミドリ)、北沢幾積（四街道ネイチャー）
- オムニバス「さんピンCAMP」（1996年6月5日）
  - 1.銭の花／ECD・四街道ネイチャー
- オムニバス「THE BEST OF VORTEX -LESSON 1-」（1996年10月14日）
  - 5.あの集合地
  - 11.あしたあさって
- オムニバス「底引重圧九割」（1998年3月25日）
  - 11.夢遊人／SUPER STUPID & 四街道ネイチャー
- SEEDA「街風」（2007年10月17日）
  - 4.ガリガリBOYZ feat.四街道NATURE